# Lotus E23 Hybrid
El Lotus E23 Hybrid es un monoplaza de Fórmula 1 diseñado por Lotus para competir en la Temporada 2015 de Fórmula 1. Es conducido por Romain Grosjean y por Pastor Maldonado por segunda temporada consecutiva. El E23 Hybrid es el primer monoplaza del equipo con sede en Enstone (antes conocido como Renault F1 Team y Benetton Formula) desde la temporada 1994 que no monta un motor Renault, debido al mal rendimiento del mismo en la campaña anterior y muchos problemas de fiabilidad, siendo sustituido por la unidad de potencia de Mercedes.
El monoplaza fue mostrado por primera vez el 26 de enero de 2015.

## Resultados
(Clave) (negrita indica pole position) (cursiva indica vuelta rápida)
| Año  | Motor                               | Neu. | N.º | Pilotos          | 1   | 2   | 3   | 4   | 5   | 6   | 7   | 8   | 9   | 10  | 11  | 12  | 13  | 14  | 15  | 16  | 17  | 18  | 19  | Puntos | Pos. |
| ---- | ----------------------------------- | ---- | --- | ---------------- | --- | --- | --- | --- | --- | --- | --- | --- | --- | --- | --- | --- | --- | --- | --- | --- | --- | --- | --- | ------ | ---- |
| 2015 | Mercedes PU106B Hybrid 1.6 V6 Turbo | P    |     |                  | AUS | MYS | CHN | BHR | ESP | MON | CAN | AUT | GBR | HUN | BEL | ITA | SIN | JPN | RUS | USA | MEX | BRA | ABU | 78     | 6º   |
| 2015 | Mercedes PU106B Hybrid 1.6 V6 Turbo | P    | 8   | Romain Grosjean  | Ret | 11  | 7   | 7   | 8   | 12  | 10  | Ret | Ret | 7   | 3   | Ret | 13  | 7   | Ret | Ret | 10  | 8   | 9   | 78     | 6º   |
| 2015 | Mercedes PU106B Hybrid 1.6 V6 Turbo | P    | 13  | Pastor Maldonado | Ret | Ret | Ret | 15  | Ret | Ret | 7   | 7   | Ret | 14  | Ret | Ret | 12  | 8   | 7   | 8   | 11  | 10  | Ret | 78     | 6º   |